# Thalasseleotris iota
Thalasseleotris iota is een straalvinnige vissensoort uit de familie van slaapgrondels (Eleotridae). De wetenschappelijke naam van de soort is voor het eerst geldig gepubliceerd in 2005 door Hoese & Roberts.